# Lemay Township
Die Lemay Township ist eine von 28 Townships im St. Louis County im Osten des US-amerikanischen Bundesstaates Missouri und Bestandteil der Metropolregion Greater St. Louis. Das U.S. Census Bureau hat bei der Volkszählung 2020 eine Einwohnerzahl von 35.422 ermittelt.

## Geografie

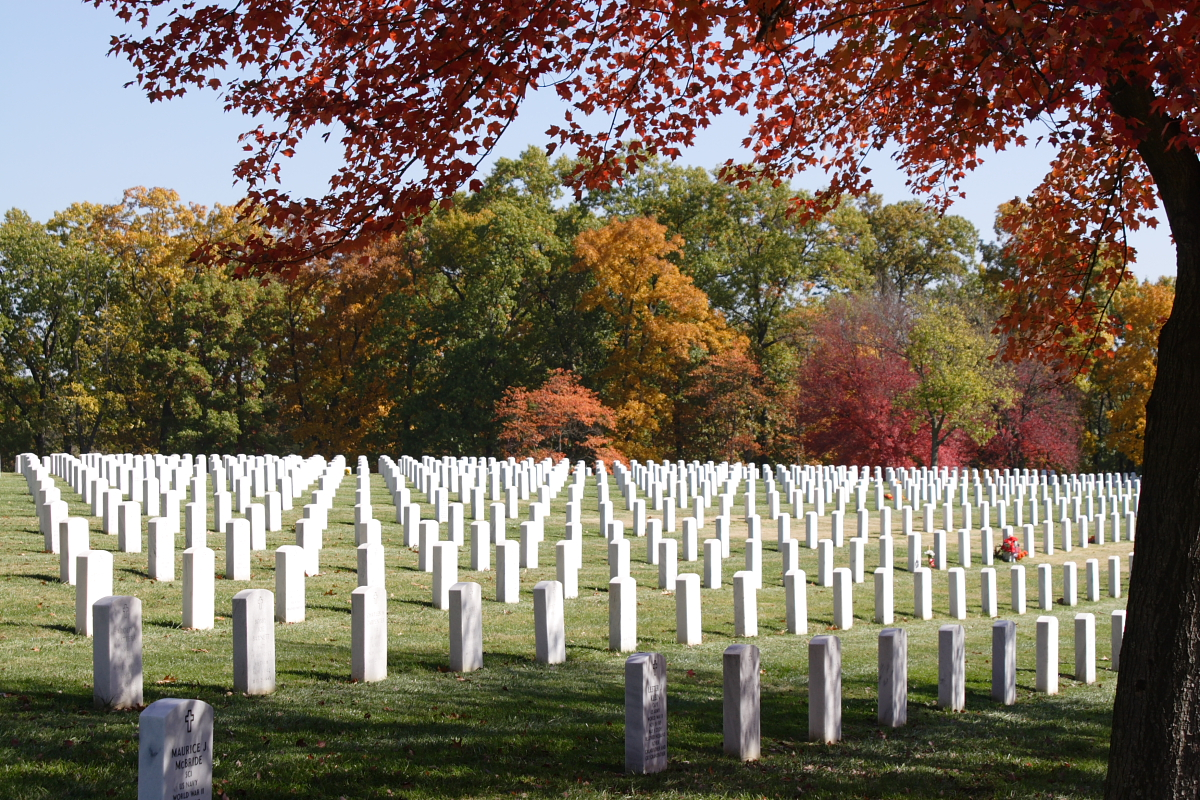
Jefferson Barracks National Cemetery

Die Lemay Township liegt im südlichen Vorortbereich von St. Louis am Mississippi, der die Grenze zu Illinois bildet.
Die Lemay Township liegt auf 38° 30′ N, 90° 18′ W und erstreckt sich über 28,8 km², die sich auf 26,7 km² Land- und 2,1 km² Wasserfläche verteilen.
Auf dem Gebiet der Lemay Township liegt der Jefferson Barracks National Cemetery und der Jefferson Barracks Historic District, die unter den Nummern 98000840 und 72001492 im National Register of Historic Places gelistet sind.
Die Lemay Township liegt im Südosten des St. Louis County und grenzt im Osten – getrennt durch den Mississippi – an das St. Clair County in Illinois. Im Nordosten grenzt die Township an den äußersten Süden der Stadt St. Louis. Innerhalb des St. Louis County grenzt die Lemay Township im Süden an die Oakville Township, im Südwesten die Tesson Ferry Township sowie im Nordwesten die Concord Township.

## Verkehr

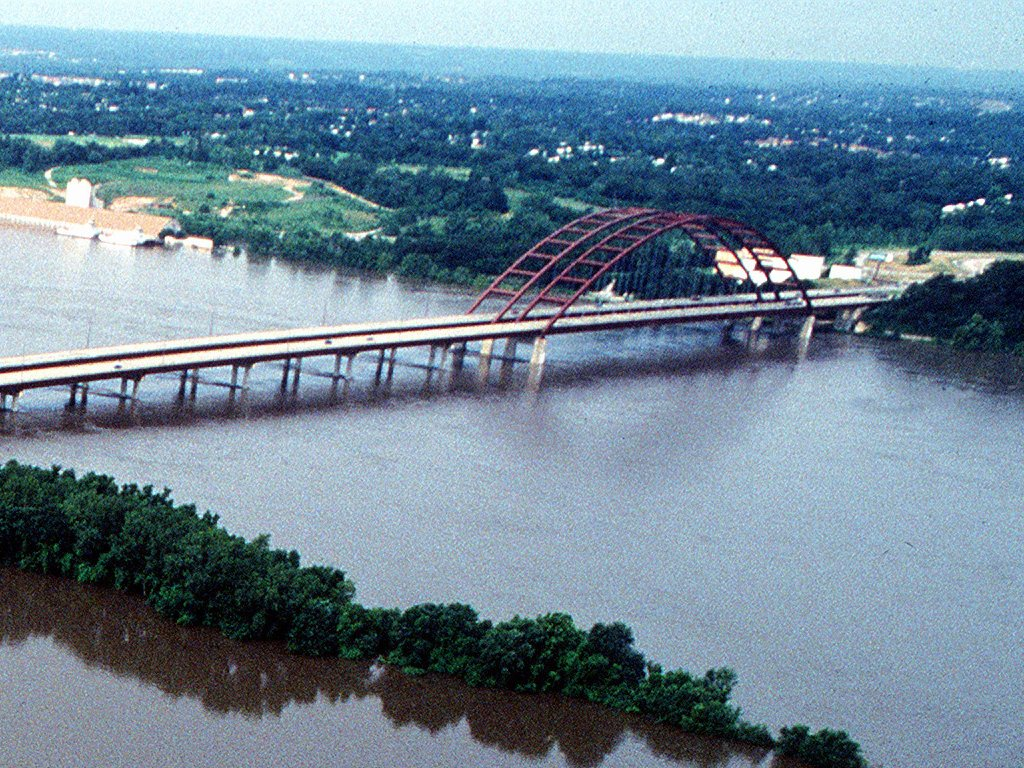
Jefferson Barracks Bridge

Über die Jefferson Barracks Bridge gelangt die Interstate 255 von Illinois nach Missouri und bildet dort die südliche Grenze der Lemay Township. Die Interstate 55, die von Chicago über St. Louis und Memphis nach New Orleans verläuft, bildet den westlichen Rand der Township. In wenigen Hundert Metern Entfernung verläuft entlang des Mississippi die Missouri State Route 231. In etwa gleicher Entfernung parallel dazu führt als Lemay Ferry Road die Missouri State Route 267 durch das Zentrum der Township. Bei allen weiteren Straßen innerhalb der Township handelt es sich um innerstädtische Verbindungsstraßen.
Entlang des rechten Mississippiufers verläuft eine Eisenbahnlinie der Union Pacific Railroad, die auch von den Personenfernzügen von Amtrak genutzt wird.
Der Lambert-Saint Louis International Airport liegt rund 45 km nördlich der Lemay Township.

## Demografische Daten
Nach der Volkszählung im Jahr 2010 lebten in der Lemay Township 34.736 Menschen in 15.010 Haushalten. Die Bevölkerungsdichte betrug 1301 Einwohner pro Quadratkilometer. In den 15.010 Haushalten lebten statistisch je 2,27 Personen.
Ethnisch betrachtet setzte sich die Bevölkerung zusammen aus 92,7 Prozent Weißen, 2,6 Prozent Afroamerikanern, 0,2 Prozent amerikanischen Ureinwohnern, 2,0 Prozent Asiaten sowie 0,8 Prozent aus anderen ethnischen Gruppen; 1,6 Prozent stammten von zwei oder mehr Ethnien ab. Unabhängig von der ethnischen Zugehörigkeit waren 2,8 Prozent der Bevölkerung spanischer oder lateinamerikanischer Abstammung.
19,9 Prozent der Bevölkerung waren unter 18 Jahre alt, 61,7 Prozent waren zwischen 18 und 64 und 18,4 Prozent waren 65 Jahre oder älter. 51,8 Prozent der Bevölkerung war weiblich.
Das mittlere jährliche Einkommen eines Haushalts lag bei 42.311 USD. Das Pro-Kopf-Einkommen betrug 23.529 USD. 12,1 Prozent der Einwohner lebten unterhalb der Armutsgrenze.

## Ortschaften
Die Bevölkerung der Lemay Township lebt in folgenden Ortschaften:
City
- Bella Villa

Census-designated places (CDP)
- Lemay
- Mehlville